# Weather Report (1971)
Weather Report is het eerste muziekalbum dat werd uitgebracht door de gelijknamige jazzrockformatie. 

## Inleiding
Hoe bekend Weather Report in later jaren ook werd, het album passeerde geruisloos. In de Nederlandse pers werd er nauwelijks aandacht aan besteed, OOR's Pop-encyclopedie versie 1977 meldde slechts dat het album gemaakt was. Het album werd begeleid door een voorwoord van Clive Davis, directeur van Columbia Records.
In terugblik waardeerde AllMusic het album met 5 uit 5; de fans (372 stemmen op 16 maart 2021) gaven het 4,5 uit 5. Ook dan werd het meestal vergeleken met In a Silent Way van Miles Davis.

## Musici
- Wayne Shorter - saxofoons
- Joe Zawinul - elektrische en akoestische piano
- Miroslav Vitous - bas
- Alphonse Mouzon - drums, voice
- Airto Moreira - percussie

met
- Barbara Burton - percussie (niet genoemd)
- Don Alias - percussie (niet genoemd)

## Muziek
| Nr. | Titel                                | Duur |
| --- | ------------------------------------ | ---- |
| 1.  | Milky Way (Shorter, Zawinul)         | 2:33 |
| 2.  | Umbrellas (Shorter, Vitous, Zawinul) | 3:27 |
| 3.  | Seventh Arrow (Vitous)               | 5:23 |
| 4.  | Orange Lady (Zawinul)                | 8:44 |
| 5.  | Morning Lake (Vitous)                | 4:26 |
| 6.  | Waterfall (Zawinul)                  | 6:20 |
| 7.  | Tears (Shorter)                      | 3:25 |
| 8.  | Eurydice (Shorter)                   | 5:45 |

Bandleden: Joe Zawinul · Wayne Shorter · Jaco Pastorius · Peter Erskine

Miroslav Vitouš · Eric Gravatt · Alphonse Mouzon · Airto Moreira · Alex Acuña · Manolo Badrena · Dom Um Romão · Alphonso Johnson · Victor Bailey · Omar Hakim · José Rossy
Discografie: Weather Report (1971) · I Sing the Body Electric · Live in Tokyo · Sweetnighter · Mysterious Traveller · Tale Spinnin' · Black Market · Heavy Weather · Mr. Gone · 8:30 · Night Passage · Weather Report (1982) · Procession · Domino Theory · Sportin' Life · This Is This